# Кінрю-Мару
Кінрю-Мару (Kinryu Maru) — транспортне судно, яке під час Другої світової війни переобладнали в допоміжний крейсер. Взяло участь у операціях японських збройних сил проти Вейку, в архіпелазі Бісмарка, на Новій Гвінеї та Соломонових островах.

## Передвоєнна служба
Кінрю-Мару спорудили в 1938 році на верфі Kawasaki Shipbuilding у Кобе на замовлення компанії Kokusai Kisen.
1 вересня 1938 року, наступного дня після завершення, судно реквізували для потреб Імперського флоту Японії. З 5 вересня по 20 жовтня 1941-го Кінрю-Мару на верфі Kure Iron Works пройшло переобладнання в допоміжний легкий крейсер. Його озброїли чотирма 152-мм гарматами, двома 13-мм зенітними кулеметами, двома 530-мм торпедними апаратами. Крім того, Кінрю-Мару отримало один гідролітак.

## Операція проти Вейку
30 листопада 1941-го судно відбуло на Трук — головну передову базу на сході Каролінських островів, з якої наступні два роки провадитимуть операції та здійснюватимуть постачання японських сил у цілому ряді архіпелагів. 3 грудня воно перейшло далі на схід на атол Кваджелейн (Маршаллові острови), де, зокрема, поповнило запаси переобладнаного канонерського човна «Ікута-Мару».
8 грудня 1941-го Кінрю-Мару вирушило до острова Вейк у складі сил вторгнення, при цьому разом із транспортом «Конго-Мару» воно перевозило 450 бійців морської піхоти. Втім, 11 грудня поблизу Вейку з'єднання втратило 2 есмінці, внаслідок авіанальоту пошкоджено «Конго-Мару», що змусило японського командувача віддати наказ про повернення.
13 грудня Кінрю-Мару прибуло на Кваджелейн, де через шість діб прийняло з легкого крейсера «Цугару» 309 солдатів, 1 гірську гармату та різноманітні запаси. 21 грудня Кінрю-Мару (так само як і «Конго-Мару») вирушило у другий похід до Вейку в складі з'єднання, підсиленого важкими крейсерами, а 23 грудня острів був захоплений. 26 грудня Кінрю-Мару вийшло з Вейку та 30 грудня прибуло на Сайпан (Маріанські острови).

## Операція в архіпелазі Бісмарка
У першій половині січня 1942-го судно прибуло на Трук, звідки 20 січня вийшло в південному напрямку в складі з'єднання, що мало здійснити висадку на другому за розміром острові в архіпелазі Бісмарка — Новій Ірландії. Окрім Кінрю-Мару, до операції залучили ще два транспортні судна «Гойо-Мару» та «Адзумасан-Мару». Близько опівночі 23 січня 1942-го конвой досяг північного завершення острова, де з транспортів висадили три роти морської піхоти (2-й батальйон ВМБ Майдзуру). Ще до закінчення ночі десант захопив аеродром у Кавієнгу (надалі цей порт став другою за значенням базою японців в архіпелазі Бісмарка після Рабаулу на Новій Британії).
25 січня Кінрю-Мару повернувся на Трук, а вже за дві доби знову вирушив на південь та 30 січня прибув до Рабаулу (захоплений 23 січня іншим десантним з'єднанням). 1—4 лютого він здійснив звідси рейс до Кавієнгу та назад, перевізши в Рабаул бійців зі складу 2-го батальйону ВМБ Майдзуру та військових будівельників.
8 лютого 1942-го Кінрю-Мару разом із транспортом Козуй-Мару вирушили до Гасмати (південне узбережжя Нової Британії за триста кілометрів на південний захід від Рабаулу. Тут ще до світанку 9 лютого вони висадили десант, котрий узяв під контроль аеродром. 12 лютого Кінрю-Мару повернувся до Рабаулу, а за п'ять діб вирушив на Трук.

## Вторгнення на Нову Гвінею
25 лютого 1942-го Кінрю-Мару прибув до Рабаулу, щоб прийняти на борт війська, призначені для висадки на східному узбережжі Нової Гвінеї в Саламауа (у глибині затоки Х'юон, що розділяє півострови Папуа та Х'юон). До цієї ж десантної операції залучили транспорти Йокогама-Мару та Чайна-Мару (а Конго-Мару та Кокай-Мару мали завдання доправити штурмовий загін до Лає, дещо північніше по узбережжю затоки Х'юон). 5 березня конвой покинув Рабаул.
8 березня 1942-го Кінрю-Мару прибув до місця призначення й почав висаджувати війська та розвантажуватися. Через три доби судно вирушило назад до Рабаулу, а вже 14 березня прибуло до Лае, де залишалось до 18 числа. Нарешті, 19 березня Кінрю-Мару знов повернувся в рабаульську гавань.

## Операція проти Науру
23 березня 1942-го судно вирушило на Маршаллові острови, де відвідало атоли Джалуїт, Малоелап, Кваджелейн, зайшло на острів Вейк та 5 квітня прибуло на Трук. У середині місяця воно побувало на Маріанських островах (Гуам, Сайпан), після чого знову опинилось на Труці.
25 квітня Кінрю-Мару включили до складу сил, що мали захопити острів Науру. Наприкінці місяця він побував на атолі Кваджелейн, а 4 травня опинився на Соломонових островах, де відбуксирував до Рабаулу мінний загороджувач Окіносіма, пошкоджений при нальоті американської авіаносної авіації на острівець Флорида (біля північного узбережжя Гуадалканалу). 10 травня підремонтований Окіносіма, який очолив загін для захоплення Науру, вийшов туди разом із трьома есмінцями та Кінрю-Мару. Втім, 12 травня підводний човен S-42 торпедував Окіносіму. Кінрю-Мару взяв його на буксир та повів до гавані Бука (на однойменному острові біля північного завершення острова Бугенвіль), проте за сотню кілометрів до неї Окіносіма затонув.
13 травня Кінрю-Мару прибуло до Рабаулу, звідки за п'ять діб експедиційні сили знову вийшли до Наруру. Втім, операцію знову скасували через виявлення ворожого авіаносця (у підсумку японці захоплять Науру лише 25 серпня 1942-го).
Наприкінці травня Кінрю-Мару відвідав Сасебо, 16 червня прибув на Трук, а 27 числа повернувся до Рабаулу. 1 липня він доставив війська на Гуадалканал, після чого здійснив черговий рейс на Трук.

## Друга операція на Новій Гвінеї
15 липня 1942-го перекласифіковане у допоміжний транспорт Кінрю-Мару знову опинилось у головній японській базі на Новій Британії. Тут його залучили до операції «RI», метою якої було захоплення Гони та Буни на північно-східному узбережжі півострова Папуа. Із цього селища далі планувалось почати сухопутний наступ на розташоване на протилежному, південно-західному, узбережжі півострова місто Порт-Морсбі.
Вранці 20 липня Кінрю-Мару та ще два транспорти вийшли з Рабаулу під прикриттям 2 легких крейсерів, 3 есмінців, мінного загороджувача та 3 мисливців за підводними човнами. Наступного дня, коли конвой перебував у Соломоновому морі на широті Саламауа, його атакували шість B-26 зі складу 22-ї Бомбардувальної групи. Одне із суден конвою — Аятосан-Мару — зазнало пошкоджень, бомби скинули й на Кінрю-Мару, проте останнє не постраждало. Надвечір 21 липня 1942-го судно прибуло до узбережжя Нової Гвінеї та почало розвантаження біля Буни. Наступного дня Кінрю-Мару вирушило до Рабаулу і далі на Трук (а от нещодавно згадане Аятосан-Мару загинуло в Гоні від авіаудару).

## Битва біля східних Соломонових островів
У першій половині серпня 1942-го судно здійснило рейси до Кавієнгу, а потім на Гуам і Сайпан. Тим часом американці висадились на Гуадалканалі, що започаткувало важку шестимісячну битву за цей острів. Японське командування організувало конвой для доправлення підкріплень, третій ешелон якого складався з Кінрю-Мару, яке везло 800 бійців 5-го батальйону морської піхоти ВМБ Йокосука, та патрульних човнів PB-1 і PB-2. Проведення конвою призвело до зіткнення авіаносних з'єднань, відомого як битва біля східних Соломонових островів.
16 серпня 1942-го Кінрю-Мару вийшов з Труку, а 25 серпня менш ніж за дві сотні кілометрів північніше від Гуадалканалу його атакували шість пікіруючих бомбардувальників. У судно влучила 454-кг бомба, воно почало тонути. Есміні Муцукі та «Яйой» і зазначені вище патрульні човни зняли з нього бійців морської піхоти, при цьому під час рятувальної операції літаки B-17 «Літаюча фортеця» поцілили Муцукі, на якому загинуло чотири десятки членів екіпажу. У підсумку Муцукі добив Кінрю-Мару торпедою.